# Chamaerhodos
Chamaerhodos ist eine Pflanzengattung aus der Familie der Rosengewächse (Rosaceae).

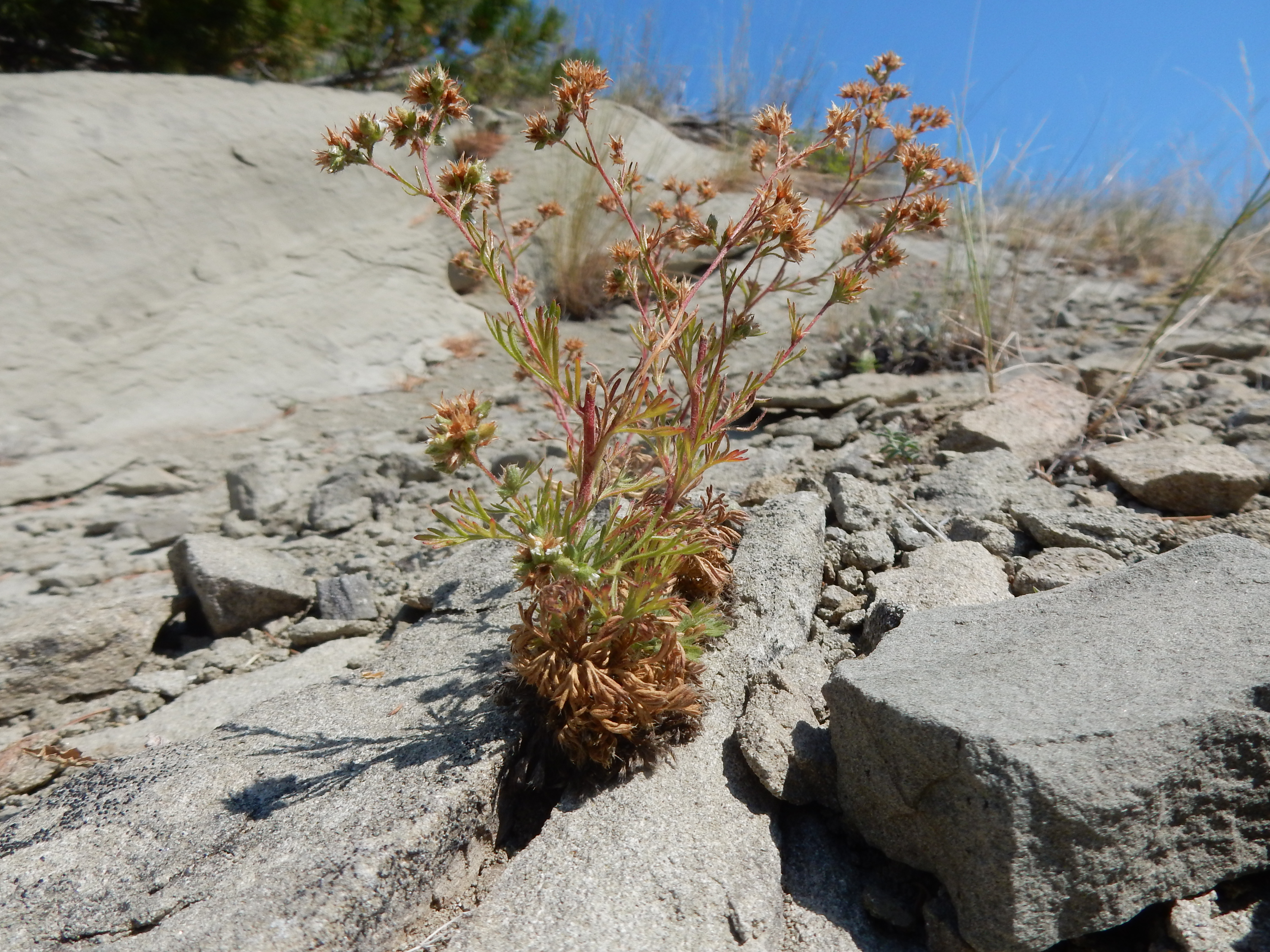
Chamaerhodos erecta

## Merkmale
Chamaerhodos-Arten sind fein oder flaumig behaarte, ausdauernde krautige Pflanzen oder Halbsträucher. Die blühenden Stängel sind dünn und aufrecht. Die Blätter sind wechselständig. Die Nebenblätter sind an ihrem Grund häutig und bis zum Blattstiel verwachsen. Die Blattspreite ist ein- bis dreimal in enge Segmente dreigeteilt. Meist ist der Blütenstand zymös, schirmförmig oder rispig, selten besteht er nur aus einer einzigen Blüte. Die Blüten sind klein – ihre Becher verkehrt-kegelförmig, röhrenförmig oder glockenförmig. Deren fünf Kelchblätter sind aufrecht und bleibend, die fünf Kronblätter purpurn oder weiß gefärbt. Jeweils gegenüber den einzelnen Kronblättern befindet sich die fünf Staubblätter. Es sind vier bis zehn Fruchtblätter vorhanden. Die Samenanlage steigt vom Grund zu einem Fach auf. Die grundständigen Griffel sind an ihrer Basis gegliedert. Die wenigen oder vielen Achänen sind eiförmig, kahl und vom Blütenbecher eingeschlossen. Die Samen sind aufrecht.

## Vorkommen
Das Areal der Gattung umfasst Asien und Nordamerika.

## Systematik
Die Gattung Chamaerhodos wurde 1829 von Alexander von Bunge in Carl Friedrich von Ledebours Flora altaica erstbeschrieben. Es gibt 8 Arten (Auswahl):
- Chamaerhodos altaica Bunge: Kasachstan bis Sibirien und nördliches China.[1]
- Chamaerhodos canescens J.Krause: Sie kommt in der Mongolei, in Russland und in den chinesischen Provinzen Hebei, Heilongjiang, Jilin, Liaoning, Nei Mongol und Shanxi vor.[2]
- Chamaerhodos erecta (L.) Bunge: Sie kommt in Korea, Russland, in der Mongolei und in den chinesischen Provinzen Hebei, Heilongjiang, Jilin, Liaoning, Nei Mongol und Shanxi vor.[2]
- Chamaerhodos sabulosa Bunge: Sie kommt in Russland, in der Mongolei und in den chinesischen Provinzen Nei Mongol, Xinjiang und Xizang vor.[2]
- Chamaerhodos trifida Ledeb.: Sie kommt in Russland, in der Mongolei und in Heilongjiang vor.[2]

## Belege
- Li Chaoluan, Hiroshi Ikeda, Hideaki Ohba: Chamaerhodos. In: Flora of China, Volume 9. (online)